# Queensboro FC
El Queensboro FC fue un club de fútbol de Estados Unidos, del distrito metropolitano de Queens de la ciudad de  Nueva York en el estado del mismo nombre. Fue fundado en el 2019 tras recibir una franquicia de la USL Championship (USL), en la que competirá a partir de 2022. Los propietarios del club eran el exfutbolista español David Villa y el estadounidense Jonathan Krane, fundador y CEO de la empresa Krane Shares, dedicada a la gestión de fondos financieros.
El 6 de octubre de 2020, QBFC presentó su escudo oficial y su esquema de color. En el 2021 creó una academia para establecer la base de desarrollo juvenil adecuada para apoyar al equipo profesional antes de su debut. Cuenta también con un equipo femenino.
El equipo masculino fue removido de la página oficial de la USL en noviembre de 2022, y fue reportado que el club estaba considerando ingresar a la tercera división MLS Next Pro.
Por ese momento el New York City FC de la Major League Soccer anunció un trato para construir un estadio en Queens, mientras que el Queensboro FC fue reportado como desaparecido, al igual que su página oficial. Nunca llegaron a tener un equipo oficial.

## Estadio
El equipo iba a jugar en el nuevo estadio de fútbol del York College, de la Universidad de la Ciudad de Nueva York.